# 昂薩加萊
Anse-à-Galets (海地克里奧爾語: Ansagalèt)是海地西部省戈纳夫岛上的一个市，2003年統計居民共有52662人。